# Збагачений уран
Збагачений уран — це тип урану, у якому процентний склад урану-235 (позначається як 235U) був збільшений завдяки процесу розділення ізотопів. Уран, що зустрічається в природі, складається з трьох основних ізотопів: уран-238 (238U з 99,2739–99,2752 % поширення у природі), уран-235 (235U, 0,7198–0,7202 %) і уран-234 (234U, 0,0050–0,0059 %). 235U — єдиний існуючий у природі нуклід (у будь-якій значній кількості), який розщеплюється тепловими нейтронами.

Пропорції урану-238 (синій) і урану-235 (червоний), знайденого в природі, порівняно зі збагаченими сортами

Збагачений уран є критично важливим компонентом як для виробництва цивільної ядерної енергії, так і для військової ядерної зброї. Міжнародне агентство з атомної енергії намагається відслідковувати та контролювати поставки та процеси збагаченого урану, намагаючись забезпечити безпеку виробництва ядерної енергії та стримати розповсюдження ядерної зброї.
Є близько 2000 тонн високозбагаченого урану в світі, виробленого в основному для ядерної енергетики, ядерної зброї, морських силових установок і в менших кількостях для дослідницьких реакторів .
238U, що залишився після збагачення, відомий як збіднений уран (DU), і він значно менш радіоактивний, ніж навіть природний уран, хоча все ще дуже щільний. Збіднений уран використовується як матеріал для захисту від радіації та для бронебійної зброї.

## Градації

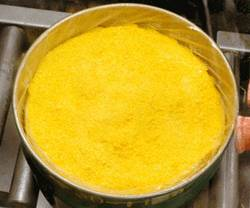
Барабан жовтого кеку (суміш осадів урану)

Уран, отриманий безпосередньо із породи, не підходить як паливо для більшості ядерних реакторів і потребує додаткових процесів, щоб зробити його придатним для використання (відомим винятком є конструкція CANDU). Уран видобувають під землею або відкритим способом залежно від глибини, на якій він знаходиться. Після видобутку уранової руди їй необхідно пройти через процес помелу, щоб витягти уран з руди.
Це досягається шляхом поєднання хімічних процесів, кінцевим продуктом яких є концентрований оксид урану, який відомий як "жовтий кек", що містить приблизно 80 % урану, тоді як вихідна руда зазвичай містить лише 0,1 % урану.
Після завершення процесу подрібнення уран повинен пройти процес перетворення «або в діоксид урану, який можна використовувати як паливо для тих типів реакторів, які не потребують збагаченого урану, або в гексафторид урану, який можна використовувати для збагачення з метою отримання палива для більшості типів реакторів». Уран, що зустрічається в природі, складається із суміші 235U та 238U. 235U є таким, що розщеплюється нейтронами, тоді як залишок становить 238U, але в природі більше 99 % видобутої руди становить 238U. Більшість ядерних реакторів вимагають збагаченого урану, тобто урану з більш високими концентраціями 235U в діапазоні від 3,5 % до 4,5 % (хоча деякі конструкції реакторів, що використовують графіт або важку воду як сповільнювач, такі реактори як РБМК і CANDU, здатні працювати з природним ураном в якості палива). Існує два комерційних процеси збагачення: газова дифузія та газове центрифугування. Обидва процеси збагачення включають використання гексафториду урану та одержання збагаченого оксиду урану.

### Перероблений уран
Перероблений уран є продуктом ядерного паливного циклу, що включає ядерну переробку відпрацьованого палива. Перероблений уран, отриманий з відпрацьованого палива легководних реакторів, зазвичай містить трохи більше 235U, ніж природний уран, і тому може використовуватися для палива реакторів, які зазвичай використовують природний уран як паливо, наприклад реакторів CANDU. Він також містить небажаний ізотоп уран-236, який піддається захопленню нейтронів, через що втрачаються нейтрони (і потребується більше збагачення 235U) і утворенню нептунію-237, який був би одним із найбільш мобільних і проблемних радіонуклідів у глибоких геологічних сховищах ядерних відходів.

### Низькозбагачений уран (НЗУ)
Низькозбагачений уран (НЗУ) має менш ніж 20 % концентрацію 235U; наприклад, у комерційних реакторах на легкій воді, найпоширеніших енергетичних реакторах у світі, уран збагачується до 3–5 % 235U.
Високопробний НЗУ (HALEU) збагачений на 5–20 %. Свіжий НЗУ, який використовується в дослідницьких реакторах, зазвичай збагачений від 12 до 19,75 % 235U, остання концентрація використовується для заміни ВЗУ палива при перетворенні на НЗУ.

### Високозбагачений уран (ВЗУ)

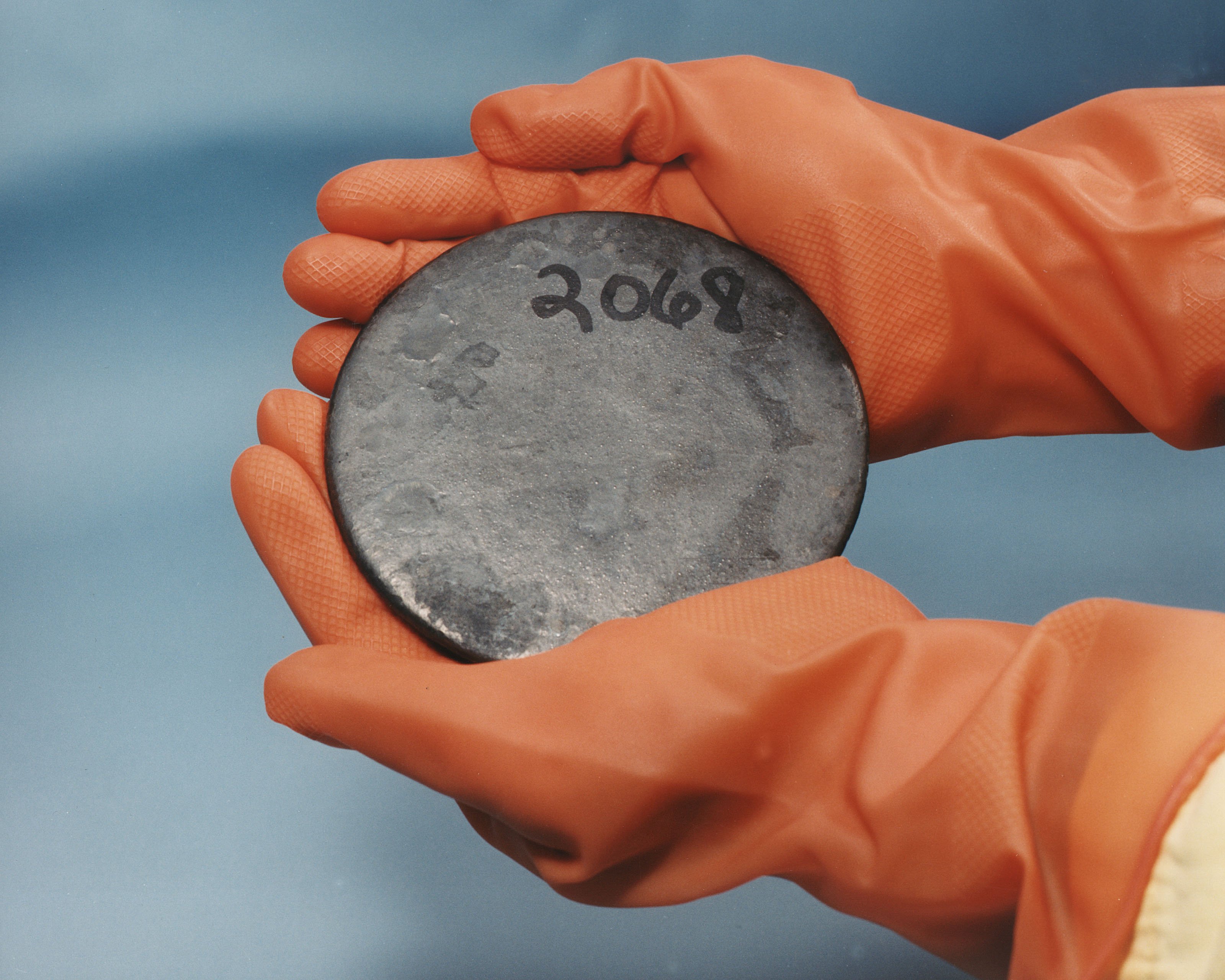
Заготовка (пруток) з високозбагаченого металевого урану

Високозбагачений уран (ВЗУ) має концентрацію 235 U 20 % або вище. Розщеплюваний уран у первинних елементах ядерної зброї зазвичай містить 85 % або більше 235 U, відомого як збройовий, хоча теоретично для конструкції імплозії може бути достатньо мінімум 20 % (що називається придатним для зброї), хоча для цього знадобляться сотні кілограмів матеріалу та «не було б практичним у проектуванні»; Гіпотетично можливе навіть менше збагачення, але зі зменшенням відсотка збагачення критична маса для несповільнених швидких нейтронів швидко зростає, наприклад, необхідна нескінченна маса 5,4 % 235U. Для дослідів критичності було досягнуто збагачення урану до понад 97 %.
Найперша уранова бомба Малюк, скинута Сполученими Штатами на Хіросіму в 1945 році, використовувала 64 кілограми 80 % збагаченого урану. Загортання розщеплюваного сердечника зброї в нейтронний відбивач (який є стандартним для всіх ядерних вибухівок) може різко зменшити критичну масу. Оскільки активна зона була оточена хорошим відбивачем нейтронів, під час вибуху вона мала майже 2,5 критичні маси. Нейтронні відбивачі, стискаючи ядро, що розщеплюється, за допомогою імплозії, прискорення термоядерним синтезом та «утрамбовування», що уповільнює розширення ядра, що розщеплюється за інерцією, дозволяють створювати конструкції ядерної зброї, які використовують менше критичної маси однієї оголеної сфери за нормальної щільності. Наявність занадто великої кількості ізотопу 238U гальмує ланцюгову ядерну реакцію, що відповідає за потужність зброї. Критична маса 85 % високозбагаченого урану становить близько 50 кг, що за нормальної щільності буде сферою приблизно 17 см в діаметрі.
Пізніша ядерна зброя США зазвичай використовує плутоній-239 на первинній стадії, але вторинна стадія сорочки або тампера, яка стискається первинним ядерним вибухом, часто використовує ВЗУ зі збагаченням від 40 % до 80 % разом із термоядерним паливом літію дейтеридом. Для вторинної частини великої ядерної зброї вища критична маса менш збагаченого урану може бути перевагою, оскільки це дозволяє активній зоні під час вибуху містити більшу кількість палива. Ізотоп не називають 238U, таким, що розщеплюється, але його все ще може розщеплювати швидкими нейтронами (>2 МеВ), такими як ті, що утворюються під час термоядерного синтезу.
ВЗУ також використовується в реакторах на швидких нейтронах, активні зони яких вимагають приблизно 20 % або більше матеріалу, що розщеплюється, а також у морських реакторах, де він часто містить щонайменше 50 % 235U, але зазвичай не перевищує 90 %. Прототип комерційного реактора на швидких нейтронах Fermi 1 використовував ВЗУ з 26,5 % 235U. Значні кількості ВЗУ використовуються у виробництві медичних ізотопів, наприклад, молібдену-99 для генераторів технецію-99m.

## Методи збагачення
Розділення ізотопів є складним, оскільки два ізотопи одного елемента мають майже ідентичні хімічні властивості, і їх можна розділити лише поступово, використовуючи невелику різницю мас (235U лише на 1,26 % легший за 238U). Ця проблема ускладнюється тим, що уран рідко розділяють у своїй атомарній формі, а замість цього як сполуку (235UF6 лише на 0,852 % легший за 238UF6). Каскад ідентичних ступенів створює послідовно вищі концентрації 235U. Кожна стадія передає трохи більш концентрований продукт на наступну стадію і повертає трохи менш концентрований залишок на попередню стадію.
В даний час існує два загальні комерційні методи збагачення, які використовуються в усьому світі: газова дифузія (називається першим поколінням) і газова центрифуга (друге покоління), які споживають лише від 2 % до 2,5 % енергії, ніж газова дифузія (принаймні в 20 разів більш ефективний). Проводяться деякі роботи з використанням ядерного резонансу, однак немає достовірних доказів того, що будь-які процеси ядерного резонансу були масштабовані до виробництва.

### Методи дифузії

#### Газова дифузія

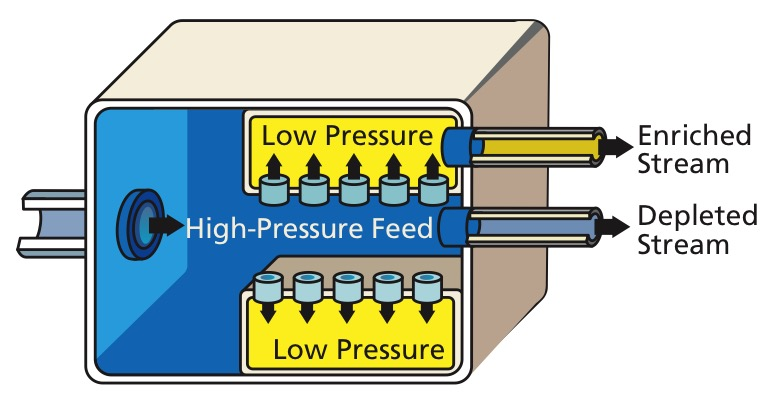
Газова дифузія використовує напівпроникні мембрани для відділення збагаченого урану

Газова дифузія — це технологія, яка використовується для виробництва збагаченого урану шляхом пропускання газоподібного гексафториду урану (гекс) через напівпроникні мембрани. Це призводить до невеликого розділення між молекулами, що містять 235U та 238U. Протягом усієї холодної війни газова дифузія відігравала важливу роль як метод збагачення урану, і станом на 2008 рік становила близько 33 % виробництва збагаченого урану, але в 2011 році вона була визнана застарілою технологією, яку поступово замінюють пізнішими поколіннями технологій, оскільки дифузійні установки досягають кінця свого терміну служби. У 2013 році припинив роботу завод Paducah в США, це був останній комерційний газодифузійний завод 235U у світі.

#### Термічна дифузія
Теплова дифузія використовує передачу тепла через тонку рідину або газ для розділення ізотопів. Процес використовує той факт, що легші молекули газу 235U дифундують до гарячої поверхні, а важчі молекули газу 238U дифундують до холодної поверхні. Завод S-50 в Оук-Рідж, штат Теннессі, використовувався під час Другої світової війни для підготовки сировини для процесу EMIS. Від нього відмовилися на користь газової дифузії.

### Техніка центрифугування

#### Газова центрифуга

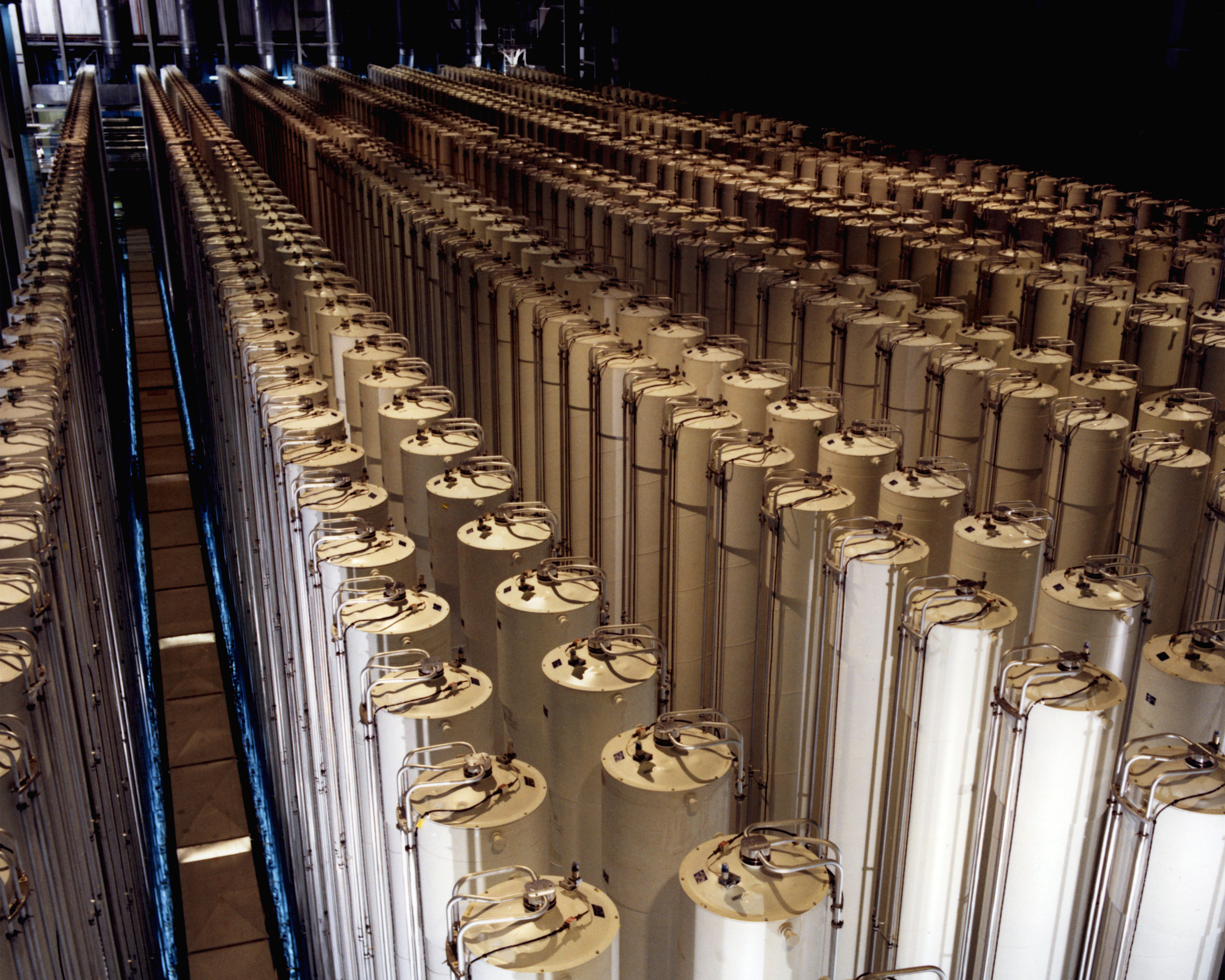
Каскад газових центрифуг на збагачувальному заводі США

У процесі центрифугування використовується велика кількість обертових циліндрів, розташованих послідовно та паралельно. Обертання кожного циліндра створює сильну доцентрову силу, так що важчі молекули газу, що містять 238U, рухаються по дотичній до зовнішньої сторони циліндра, а легші молекули газу, багаті 235U, збираються ближче до центру. Він потребує набагато менше енергії для досягнення такого ж розділення, ніж старіший процес газової дифузії, який він значною мірою замінив, тому є поточним методом розділення та називається другим поколінням. Він має коефіцієнт розділення 1,3 у порівнянні з 1,005 газовою дифузією, що означає приблизно одну п'ятдесяту від енергетичних потреб. Технології з використанням газових центрифуг виробляють майже 100 % збагаченого урану у світі.

#### Центрифуга Zippe

Діаграма принципів газової центрифуги типу Zippe з U-238, представленим темно-синім кольором, і U-235, представленим світло-блакитним кольором

Центрифуга типу Zippe є вдосконаленням стандартної газової центрифуги, основною відмінністю якої є використання тепла. Дно обертового циліндра нагрівається, утворюючи конвекційні потоки, які переміщують 235U вгору по циліндру, де його можна зібрати ковшами. Цю покращену конструкцію центрифуги комерційно використовує Urenco для виробництва ядерного палива, а Пакистан використовував у своїй програмі ядерної зброї.

### Лазерні методики
Лазерні процеси обіцяють менші енерговитрати, нижчі капітальні витрати, отже значні економічні переваги. Кілька лазерних процесів досліджено або знаходяться на стадії розробки. Метод розділення ізотопів лазерним збудженням (SILEX) добре розвинений і має ліцензію на промислову експлуатацію з 2012 року.

#### Лазерне розділення ізотопів на атомній парі (AVLIS)
Лазерне розділення ізотопів у атомній парі використовує спеціально налаштовані лазери для розділення ізотопів урану за допомогою селективної іонізації надтонких переходів. Техніка використовує лазери, налаштовані на частоти, які іонізують атоми 235U і ніякі інші. Потім позитивно заряджені іони 235U притягуються до негативно зарядженої пластини та збираються.

#### Молекулярне лазерне розділення ізотопів (MLIS)
Молекулярне лазерне розділення ізотопів використовує інфрачервоний лазер, спрямований на UF6, збуджуючи молекули, які містять атом 235U. Другий лазер звільняє атом фтору, залишаючи пентафторид урану, який потім випадає в осад з газу.

#### Розділення ізотопів лазерним збудженням (SILEX)
Розділення ізотопів лазерним збудженням є австралійською розробкою, яка також використовує UF6. У 2006 році GE Hitachi Nuclear Energy (GEH) підписала угоду про комерціалізацію з Silex Systems після тривалого процесу розробки, в якому американська компанія зі збагачення USEC придбала, а потім відмовилася від прав на комерціалізацію технології. З тих пір компанія GEH побудувала демонстраційний випробувальний цикл і оголосила про плани побудувати початковий комерційний об'єкт. Деталі процесу засекречені та обмежені міжурядовими угодами між США, Австралією та комерційними структурами. Передбачається, що SILEX буде на порядок ефективнішим, ніж існуючі технології виробництва, але знову ж таки, точна цифра засекречена. У серпні 2011 року Global Laser Enrichment, дочірня компанія GEH, звернулася до Комісії з ядерного регулювання США (NRC) за дозволом на будівництво комерційного заводу. У вересні 2012 року NRC видав GEH ліцензію на будівництво та експлуатацію комерційного заводу зі збагачення SILEX, хоча компанія ще не вирішила, чи буде проект достатньо прибутковим для початку будівництва, і незважаючи на побоювання, що технологія може сприяти розповсюдженню ядерної зброї.

### Інші методи

#### Аеродинамічні процеси

Принципова схема аеродинамічного сопла. Багато тисяч цих дрібних фольг об'єднають у одиницю збагачення.

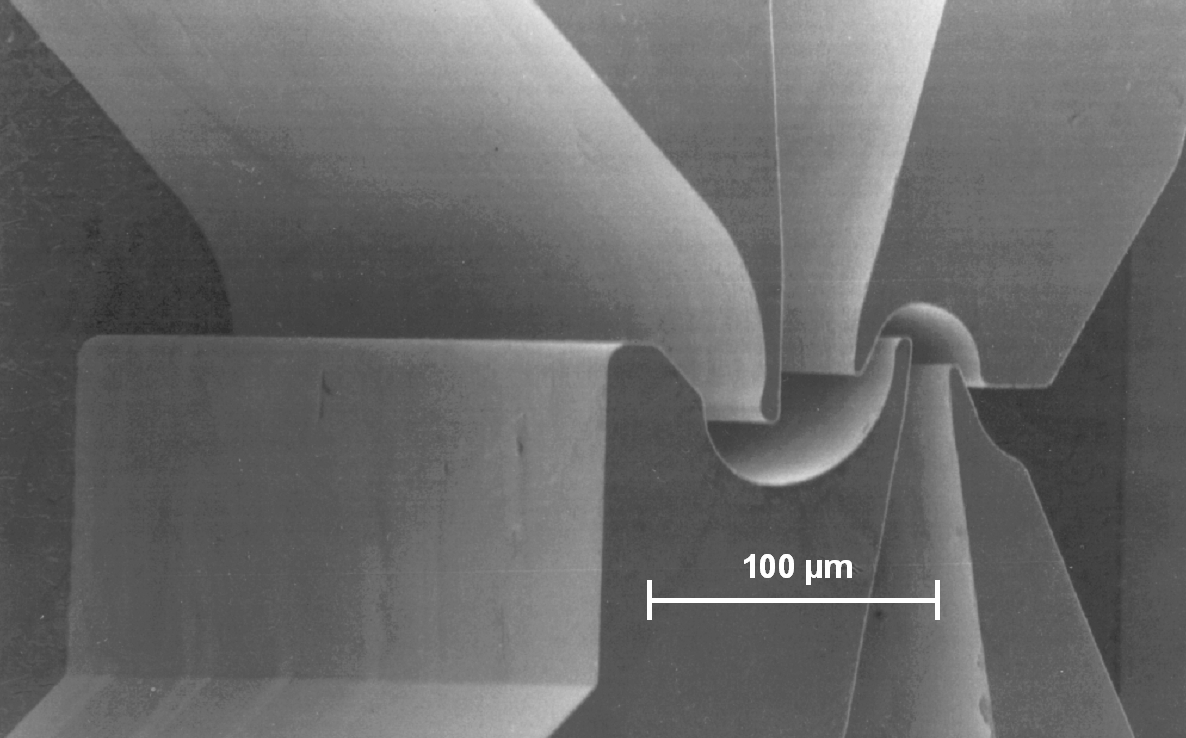
Виробничий процес на основі рентгенівського випромінювання спочатку був розроблений у Forschungszentrum Karlsruhe, Німеччина, для виробництва насадок для ізотопного збагачення.

Процеси аеродинамічного збагачення включають технологію реактивного сопла Беккера, розроблену EW Becker та його колегами з використанням процесу LIGA та процесу розділення у вихровій трубі. Ці аеродинамічні процеси розділення залежать від дифузії, викликаної градієнтами тиску, як і газова центрифуга. Загалом вони мають той недолік, що вимагають складних систем каскадування окремих розділових елементів для мінімізації споживання енергії. По суті, аеродинамічні процеси можна розглядати як необертові центрифуги. Посилення відцентрових сил досягається розбавленням UF6 воднем або гелієм як газом-носієм, що забезпечує набагато більшу швидкість потоку газу, ніж можна отримати за допомогою чистого гексафториду урану. Південноафриканська корпорація зі збагачення урану (UCOR) розробила та впровадила безперервний каскад вихрового розділення Helikon для високошвидкісного низького збагачення та суттєво інший напівперіодний каскад Pelsakon для низького продуктивного збагачення з використанням спеціальної конструкції вихрового трубчастого сепаратора та обидва втілені в промисловому заводі. Демонстраційний завод був побудований у Бразилії NUCLEI, консорціумом на чолі з Industrias Nucleares do Brasil, який використовував процес з розділяючою форсункою. Проте всі методи мають високу енергоємність і значні вимоги до відведення відпрацьованого тепла; жоден з них не використовується.

#### Електромагнітне розділення ізотопів

Схематична діаграма розділення ізотопів урану в калютроні показує, як сильне магнітне поле використовується для перенаправлення потоку іонів урану до мішені, що призводить до вищої концентрації урану-235 (тут представленого темно-синім кольором) у внутрішніх смугах потік.

У процесі електромагнітного розділення ізотопів (EMIS) металевий уран спочатку випаровується, а потім іонізується до позитивно заряджених іонів. Потім катіони прискорюються і згодом відхиляються магнітними полями на відповідні мішені збору. Серійний мас-спектрометр під назвою Калютрон був розроблений під час Другої світової війни, який забезпечив частину 235U, використаного для ядерної бомби Малюк, яка була скинута над Хіросімою в 1945 році. Насправді термін «Калутрон» застосовується до багатоступінчастого пристрою, розташованого у вигляді великого овалу навколо потужного електромагніту. Від електромагнітного розділення ізотопів в основному відмовилися на користь більш ефективних методів.

#### Хімічні методи
Один хімічний процес був продемонстрований на етапі пілотної установки, але не використовувався для виробництва. Французький процес CHEMEX використовував дуже незначну різницю в схильності двох ізотопів змінювати валентність при окисненні/відновленні, використовуючи незмішувані водну та органічну фази. Процес іонообмінного обміну був розроблений хімічною компанією Asahi в Японії, який застосовує аналогічну хімію, але забезпечує розділення на запатентованій іонообмінній колонці зі смоли.

#### Розділення плазми
Процес розділення плазми (PSP) описує техніку, яка використовує надпровідні магніти та фізику плазми. У цьому процесі принцип іонного циклотронного резонансу використовується для вибіркової активації ізотопу 235U у плазмі, що містить суміш іонів. Франція розробила власну версію PSP, яку назвала RCI. Фінансування RCI було різко скорочено в 1986 році, а приблизно в 1990 році програму призупинили, хоча RCI все ще використовується для розділення стабільних ізотопів.

## Одиниця роботи розділення
«Робота розділення» — кількість розділення, виконаного процесом збагачення — є функцією концентрації вихідної сировини, збагаченого виходу та збіднених хвостів; і виражається в одиницях, які розраховуються таким чином, щоб бути пропорційними загальному входу (енергія/час роботи машини) і обробленій масі. Робота по розділенню не є енергією. Одна і та ж кількість роботи розділення потребуватиме різної кількості енергії залежно від ефективності технології сепарації. Робота по розділенню вимірюється в одиницях роботи розділення (Separative work units, SWU), кг SW або кг UTA (від німецького Urantrennarbeit — буквально робота з розділення урану).
- 1 SWU = 1 кг SW = 1 кг UTA
- 1 kSWU = 1 tSW = 1 t UTA
- 1 MSWU = 1 ктSW = 1 кт UTA

## Питання вартості
На додаток до одиниць роботи розділення, які забезпечують збагачувальні установки, іншим важливим параметром, який слід враховувати, є маса природного урану, необхідна для отримання бажаної маси збагаченого урану. Як і у випадку з кількістю SWU, необхідна кількість вихідного матеріалу також залежатиме від бажаного рівня збагачення та від кількості 235U, яка потрапляє в збіднений уран. Однак, на відміну від кількості SWU, необхідних під час збагачення, яка збільшується зі зменшенням рівнів 235U у збідненому потоці, необхідна кількість природного урану зменшуватиметься зі зменшенням рівнів 235U, які потрапляють у збіднений уран.
Наприклад, при збагаченні НЗУ для використання в легководному реакторі типово, що збагачений потік містить 3,6 % 235U (порівняно з 0,7 % у природному урані), тоді як збіднений потік містить від 0,2 % до 0,3 % 235U. Щоб виробити один кілограм цього НЗУ, знадобиться приблизно 8 кілограмів природного урану та 4,5 SWU, якщо потік збідненого урану має 0,3 % 235U. З іншого боку, якби збіднений потік мав лише 0,2 % 235U, тоді для цієї кількості збагаченого урану знадобилося б лише 6,7 кілограма природного урану, але майже 5,7 SWU. Оскільки необхідна кількість природного урану та кількість SWU, необхідних під час збагачення, змінюються в протилежних напрямках, якщо природний уран дешевий, а послуги зі збагачення дорожчі, тоді оператори зазвичай вирішать дозволити більше 235U залишати в потоці збідненого урану, тоді як якщо природний уран дорожче, а збагачення дешевше, тоді вони вибрали б навпаки.
При перетворенні урану (гексафторид, скорочено гекс) на метал під час виробництва втрачається 0,3 %.

## Розведення
Протилежністю збагачення є розведення; надлишок ВЗУ може бути перетворений на НЗУ, щоб зробити його придатним для використання в комерційному ядерному паливі.
ВЗУ як сировина може містити небажані ізотопи урану: 234U є другорядним ізотопом, що міститься в природному урані (в основному як продукт альфа-розпаду 238
U — тому що період напіврозпаду 238
U набагато більше, ніж у 234
U, він утворюватиметься та руйнуватиметься з однаковою швидкістю в постійному стані рівноваги, в результаті чого будь-який зразок матиме достатньо 238
U для підтримки стабільного співвідношення 234
U до 238
U протягом достатньо довгих часових масштабів); в процесі збагачення його концентрація зростає, але залишається значно нижче 1 %. Високі концентрації 236U є побічним продуктом опромінення в реакторі та можуть міститися у ВЗУ залежно від історії його виробництва. 236
U утворюється в основному, коли 235
U поглинає нейтрон і не ділиться. Утворення 236
U таким чином не уникнути в будь-якому реакторі на теплових нейтронах з паливом 235
U. ВЗУ, перероблений з реакторів для виробництва матеріалів для ядерної зброї (з вмістом 235U приблизно 50 %), може містити концентрацію 236U до 25 %, що призводить до концентрації приблизно 1,5 % у змішаному продукті НЗУ. 236U — нейтронна отрута, тому фактична концентрація 235U у продукті НЗУ повинна бути відповідно підвищена, щоб компенсувати присутність 236U. Тоді як 234
U також поглинає нейтрони, це Матеріал для відтворення, який перетворюється на розщеплюваний 235
U при поглинанні нейтронів. Якщо 236
U поглинає нейтрон, утворюючи короткоживучий 237
U, який розпадається через бета-розпад до 237
Np, який не можна використовувати в реакторах на теплових нейтронах, але можна хімічно відокремити від відпрацьованого палива для утилізації як відходів або для перетворення на 238
Pu (для використання в ядерних батареях) у спеціальних реакторах.
Розбавляючим матеріалом може бути природний уран або збіднений уран, однак, залежно від якості вихідної сировини, низькозбагачений уран із зазвичай 1,5 мас.% 235U може використовуватися як розбавляючий матеріал для розбавлення небажаних побічних продуктів, які можуть міститися у вхідному ВЗУ. Концентрації цих ізотопів у продукті НЗУ в деяких випадках можуть перевищувати специфікації ASTM для ядерного палива, якщо використовувався природний уран або збіднений уран. Отже, змішування ВЗУ загалом не може сприяти вирішенню проблеми поводження з відходами, яка виникає через наявні великі запаси збідненого урану. В даний час 95 відсотків світових запасів збідненого урану залишаються в надійних сховищах. 
Великий проєкт з розбавлення під назвою «Програма мегатонни у мегавати» перетворює колишній радянський ВЗУ збройового класу на паливо для комерційних енергетичних реакторів США. З 1995 року до середини 2005 року 250 тонн високозбагаченого урану (достатньо для 10 000 боєголовок) було перероблено в низькозбагачений уран. Метою є переробка 500 тонн до 2013 року. Програма виведення з експлуатації російських ядерних боєголовок становила близько 13 % загальної світової потреби у збагаченому урані до 2008 року.
Корпорація зі збагачення США брала участь в утилізації частини з 174,3 тонн високозбагаченого урану (ВЗУ), який уряд США оголосив надлишковим військовим матеріалом у 1996 році. За допомогою Програми розбавлення високозбагаченого урану (US Downblending Program) цей матеріал з високозбагаченого урану, отриманого переважно з демонтованих ядерних боєголовок США, був перероблений у паливо з низькозбагаченого урану (НЗУ), яке використовується на атомних електростанціях для виробництва електроенергії.

## Глобальні установки збагачення
Відомо, що такі країни експлуатують установки зі збагачення: Аргентина, Бразилія, Китай, Франція, Німеччина, Індія, Іран, Японія, Нідерланди, Північна Корея, Пакистан, Росія, Велика Британія та Сполучені Штати. Бельгія, Іран, Італія та Іспанія мають інвестиційний інтерес у французькому збагачувальному заводі Eurodif, причому холдинг Ірану дає йому право на 10 % виробництва збагаченого урану. Країни, які в минулому мали програми зі збагачення, включають Лівію та Південну Африку, хоча лівійське підприємство ніколи не було в експлуатації. Австралія розробила процес лазерного збагачення, відомий як SILEX, який має намір продовжити шляхом фінансових інвестицій у комерційне підприємство General Electric у США. Також було стверджено, що Ізраїль має програму зі збагачення урану, розміщену в центрі ядерних досліджень у Негеві поблизу Дімони.

## Кодова назва
Під час Манхеттенського проекту збройовий високозбагачений уран отримав кодову назву oralloy, скорочену версію Oak Ridge alloy, за назвою заводів, де збагачували уран. Термін oralloy все ще іноді використовується для позначення збагаченого урану.